# Jules-François Dupuis-Delcourt
Jules-François Dupuis-Delcourt (né le 25 mars 1802 à Berru et mort le 2 avril 1864 à Ivry-sur-Seine) était un aéronaute et physicien français. Il étudiait notamment le vol en aérostat de type montgolfière.

## Biographie

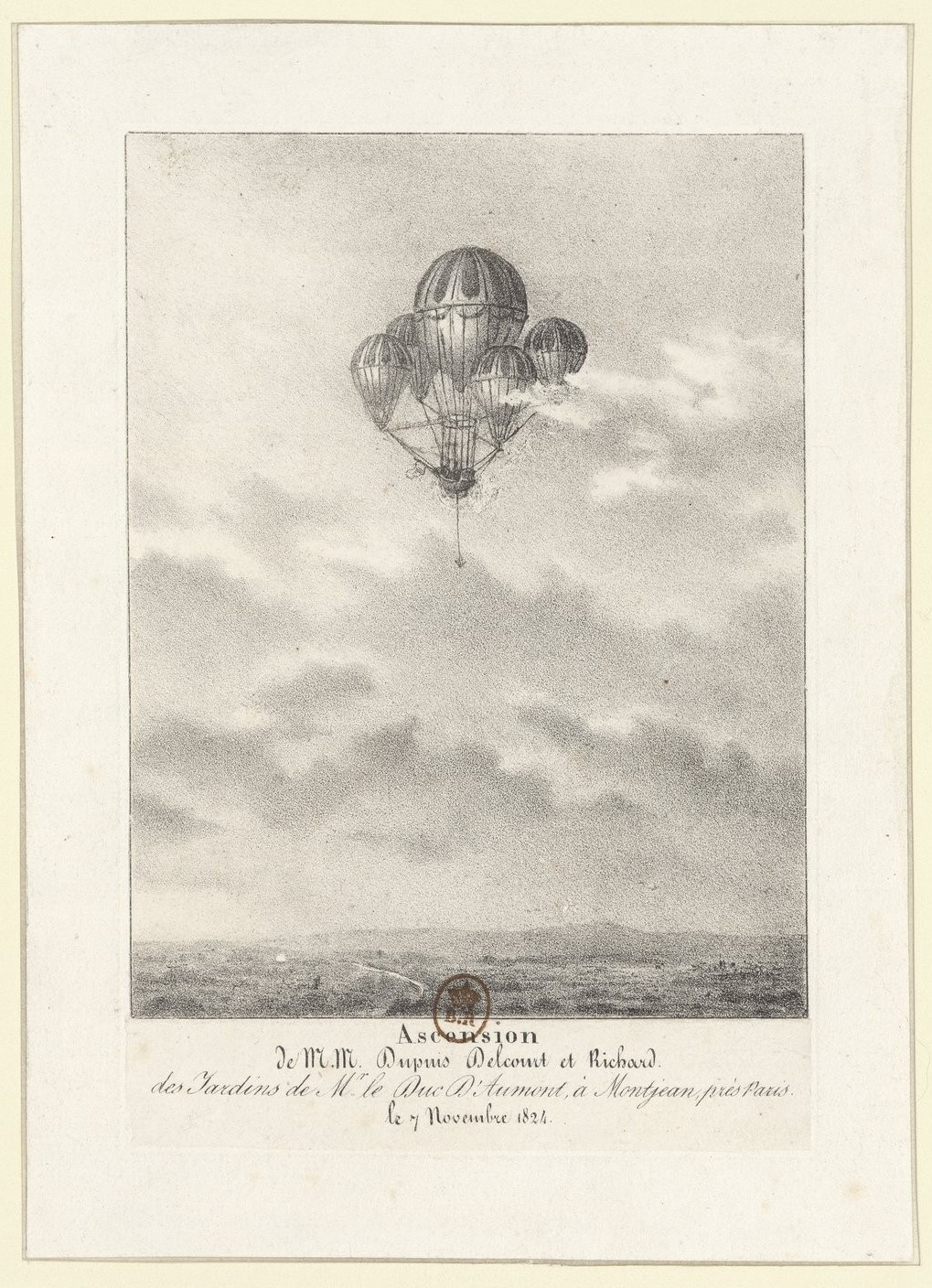
Ascension de Dupuis-Delcourt en 1824.

Le 7 novembre 1824, il réussit, à partir du domaine de Montjean de Wissous, la première ascension d'une « flottille aérostatique » expérimentale composée de cinq ballons,. Atteignant une altitude de 2 600 mètres, son but est d'étudier la circulation des courants supérieurs.
Il est le fondateur de la Société aérostatique et météorologique de France en 1852.

## Postérité
Un rond-point est nommé en sa mémoire à Wissous sur la route d'Antony-Charles de Gaulle.
Certaines sources le nomment « Jean-François Dupuis-Delcourt », à tort.